# Dasybasis schnusei
Dasybasis schnusei är en tvåvingeart som först beskrevs av Krober 1931.  Dasybasis schnusei ingår i släktet Dasybasis och familjen bromsar. Inga underarter finns listade i Catalogue of Life.